# Noi
Noi is het dertiende studioalbum van de Italiaanse zanger Eros Ramazzotti. Het is uitgebracht op 13 november 2012. 
Op 12 oktober 2012 verscheen van dit album de eerste single Un angelo disteso al sole.

## Nummers
1. Noi
2. Un angelo disteso al sole
3. Questa nostra stagione
4. Io sono te - met Giancarlo Giannini
5. Fino all’estasi - met Nicole Scherzinger
6. Abbracciami
7. Balla solo la tua musica
8. Infinitamente
9. Polaroid
10. Sotto lo stesso cielo
11. Una tempesta di stelle
12. Testa o cuore - met Club Dogo
13. Così - met Il Volo
14. Solamente uno - met Hooverphonic

Plus een akoestische versie van Noi, alleen via iTunes
Net als van alle albums van Eros Ramazzotti is van dit album ook een Spaanstalige versie uitgebracht.